# Mus Mulyadi
Mus Mulyadi (nacido en Surabaya, Java Oriental, el 14 de agosto de 1945-11 de abril de 2019) fue un cantante kroncong indonesio. Se ganó el apodo como "Buaya Keroncong". Algunos de sus temas musicales se convirtieron en éxitos como "Kota Solo", "Dinda Bestari", "Telomoyo" y "Jembatan Merah". Fue integrante del grupo Favourite Band. Su esposa también es cantante, Helen Sparingga y Mus Mujiono, es un cantante de jazz de la década de los año 80.

## Biografía
Nació en la Ciudad de  Surabaya y pasó su infancia y adolescencia allí. Fue el tercero de ocho hijos, el hijo de Ali Sukandi y Muslimah. Su talento artístico y autodidacta fue creciendo debido a la influencia de su familia que también se dedicaban a la música. A pesar de que nunca tuvo una formación en la música por su padre, empezó a trabajar con un grupo musical instrumental llamado Gamelán, con quienes empezó a seguir sus pasos. Tres de sus hermanos eligieron también para incursionar en el arte del canto. Dos de sus hermanos, Sumiati, trabajó como cantante en los Países Bajos y su hermano Mulyono como cantante de kroncong. Además de su hermano Mus Mujiono, finalmente se sumergió en el mundo de la musical tras seleccionar la música de género jazz y pop como una elección en su carrera.

## Temas musicales devocionales
- Kasih setiamu
- Betapa hatiku
- Sadarlah Manusia
- Persembahanku
- Hanya ada satu Jalan
- Saat ini saat indah
- Peganglah tanganku Roh Kudus
- Yesus seperti Gembala
- Kasih dari Surga
- Penuh Hidupku
- Tuhanlah Perlindunganku
- Padamu Bapa
- Keroncong Rohani Volume 5

## Filmografía
- Putri Solo (1974) di sutradarai oleh Fred Young bermain dengan bintang film Mieske Bianca Handoko, Harris Sudarsono, Ratmi B-29, Rendra Karno, S. Poniman, Chitra Dewi, Debby Cynthia Dewi dengan direktur fotography Irwan Tahyar, komposer Nasruri, dan diproduksi, PT. Agasam Film.
- Aku Mau Hidup (1974) di sutradarai oleh Rempo Urip. Di bintangi oleh Emilia Contessa dan Ferry Irawan.